# Uirapuru-veado
Carriça-rouxinol-meridional ou uirapuru-veado (Microcerculus marginatus) é uma espécie de ave da família Troglodytidae.
Pode ser encontrada nos seguintes países: Bolívia, Brasil, Colômbia, Costa Rica, Equador, Panamá, Peru e Venezuela.
Os seus habitats naturais são: florestas subtropicais ou tropicais húmidas de baixa altitude.